# Ирмашлы
Ирмашлы (азерб. İrmaşlı; прежние названия Ермашлы, Ольгинский, Петровка,  Эйгенфельд, Энгельсфельд, Энгельскенд) — село в Шамкирском районе Азербайджана.

## Этимология
Первоначальное название дано в честь племени Ирмашлы. Проживавшими в местности немецкими переселенцами было дано название Эйгенфельд (нем. Eichenfeld «дубовая долина»). С 1930-х по 1992 год носило название Энгельскенд. В 1992 году название Ирмашлы было восстановлено.

## История
Основано в 1906 году немцами переселенцами из сёл Еленендорф Елизаветпольской области и Петровка Карсской области. До 1917 евангелистическое село в Елисаветпольской губернии Елисаветпольского уезда Анненфельдской (Аннинской) волости. Евангелистический приход Анненфельд-Георгсфельд.

## Население
Население 5300 человек.

## Экономика
Основные виды хозяйства — животноводство и растениеводство.